# Basse-Rentgen
Basse-Rentgen est une commune française de Lorraine, située dans le département de la Moselle en région Grand Est.

## Géographie

### Localisation
Basse-Rentgen est située à 15 kilomètres de Thionville et 40 km de Metz au cœur de l'Europe. Le village se trouve à 140 km de Strasbourg, 200 km de Bruxelles et 170 km de Francfort-sur-le-Main.
En plein pays des 3 frontières, la frontière luxembourgeoise n'est qu'à 1 km (Luxembourg-ville est située à 15 km) alors que Perl, la ville allemande la plus proche, est à moins de 15 km.
La commune est composée de Basse-Rentgen, Haute-Rentgen et Preisch.

### Communes limitrophes
| Évrange   | Frisange (lu)                           | Mondorff                  |
| Hagen     | Basse-Rentgen                           | Puttelange-lès-Thionville |
| Zoufftgen | Roussy-le-Village, Breistroff-la-Grande | Rodemack                  |

### Voies de communication et transport
Le village est desservi par la départementale D 62, qui croise la nationale N53 (Thionville-Luxembourg) entre Basse-Rentgen et Haute-Rentgen ; et fut anciennement traversé par la voie romaine Metz-Trèves.

### Hydrographie
La commune est située dans le bassin versant du Rhin au sein du bassin Rhin-Meuse. Elle est drainée par le ruisseau de Beyren et le ruisseau d'Himeling.
Le Beyren, d'une longueur totale de 19,4 km, prend sa source dans la commune de Zoufftgen et se jette  dans  Ruisseau de Boler à Gavisse, après avoir traversé sept communes.

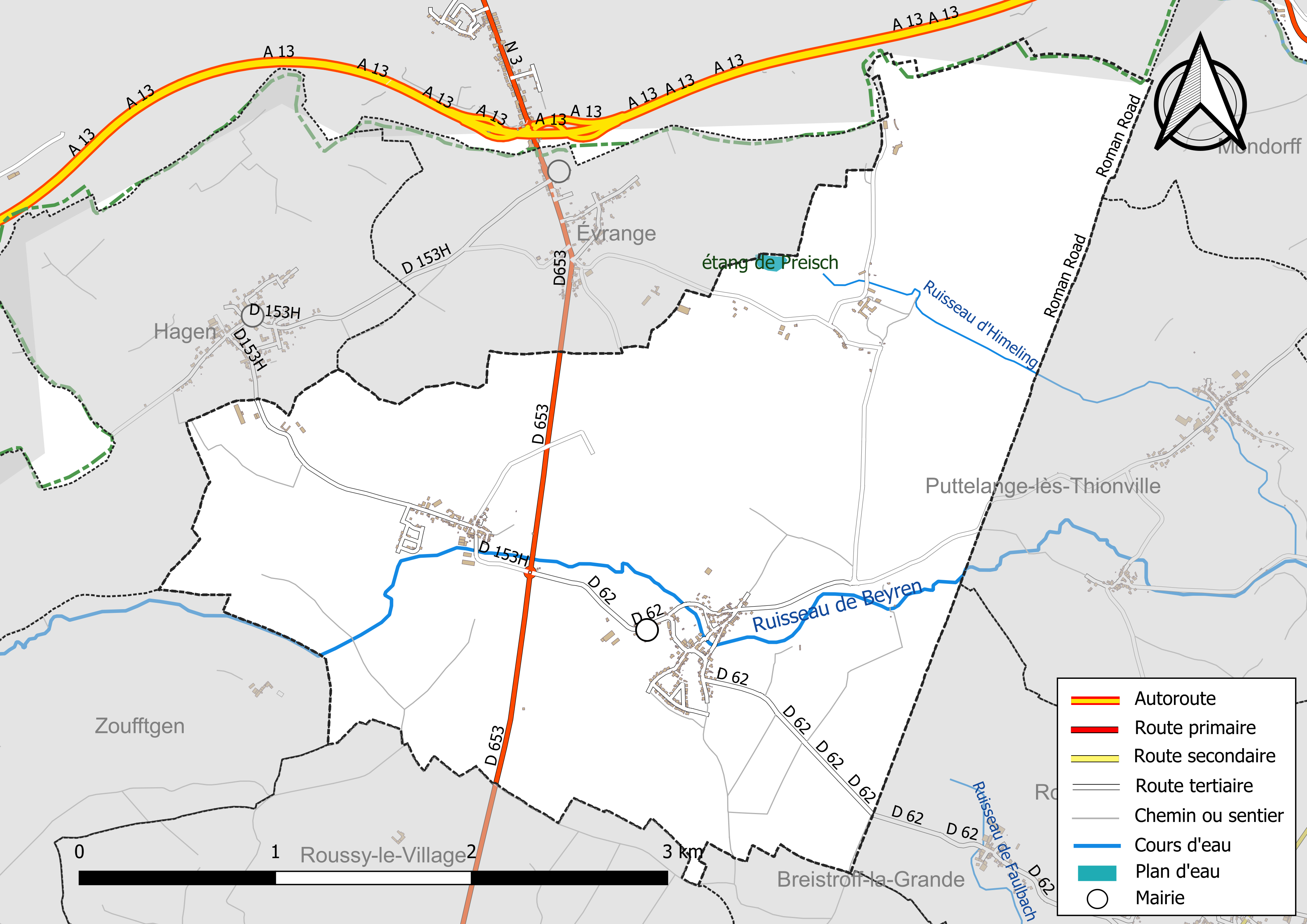
Réseaux hydrographique et routier de Basse-Rentgen.

La qualité des eaux des principaux cours d'eau de la commune, notamment du ruisseau de Beyren, peut être consultée sur un site dédié géré par les agences de l’eau et l’Agence française pour la biodiversité.

### Climat
Pour des articles plus généraux, voir Climat du Grand Est et Climat de la Moselle.
En 2010, le climat de la commune est de type climat des marges montargnardes, selon une étude du Centre national de la recherche scientifique s'appuyant sur une série de données couvrant la période 1971-2000. En 2020, Météo-France publie une typologie des climats de la France métropolitaine dans laquelle la commune est exposée à un climat semi-continental et est dans la région climatique  Lorraine, plateau de Langres, Morvan, caractérisée par un hiver rude (1,5 °C), des vents modérés et des brouillards fréquents en automne et hiver. 
Pour la période 1971-2000, la température annuelle moyenne est de 9,4 °C, avec une amplitude thermique annuelle de 16,4 °C. Le cumul annuel moyen de précipitations est de 846 mm, avec 12,8 jours de précipitations en janvier et 9 jours en juillet. Pour la période 1991-2020, la température moyenne annuelle observée sur la station météorologique de Météo-France la plus proche, « Malancourt », sur la commune d'Amnéville à 25 km à vol d'oiseau, est de 10,2 °C et le cumul annuel moyen de précipitations est de 884,1 mm. 
La température maximale relevée sur cette station est de 39,3 °C, atteinte le 25 juillet 2019 ; la température minimale est de −17,9 °C, atteinte le 5 janvier 1985,,. 
Les paramètres climatiques de la commune ont été estimés pour le milieu du siècle (2041-2070) selon différents scénarios d'émission de gaz à effet de serre à partir des nouvelles projections climatiques de référence DRIAS-2020. Ils sont consultables sur un site dédié publié par Météo-France en novembre 2022.

## Urbanisme

### Typologie
Au 1er janvier 2024, Basse-Rentgen est catégorisée commune rurale à habitat dispersé, selon la nouvelle grille communale de densité à sept niveaux définie par l'Insee en 2022.
Elle est située hors unité urbaine. Par ailleurs la commune fait partie de l'aire d'attraction de Luxembourg (partie française), dont elle est une commune de la couronne,. Cette aire, qui regroupe 115 communes, est catégorisée dans les aires de 700 000 habitants ou plus (hors Paris),.

### Occupation des sols
L'occupation des sols de la commune, telle qu'elle ressort de la base de données européenne d’occupation biophysique des sols Corine Land Cover (CLC), est marquée par l'importance des territoires agricoles (80,5 % en 2018), en diminution par rapport à 1990 (81,9 %). La répartition détaillée en 2018 est la suivante : 
terres arables (45,7 %), prairies (27,2 %), espaces verts artificialisés, non agricoles (12,4 %), zones agricoles hétérogènes (7,5 %), forêts (4,6 %), zones urbanisées (2,5 %). L'évolution de l’occupation des sols de la commune et de ses infrastructures peut être observée sur les différentes représentations cartographiques du territoire : la carte de Cassini (XVIIIe siècle), la carte d'état-major (1820-1866) et les cartes ou photos aériennes de l'IGN pour la période actuelle (1950 à aujourd'hui).

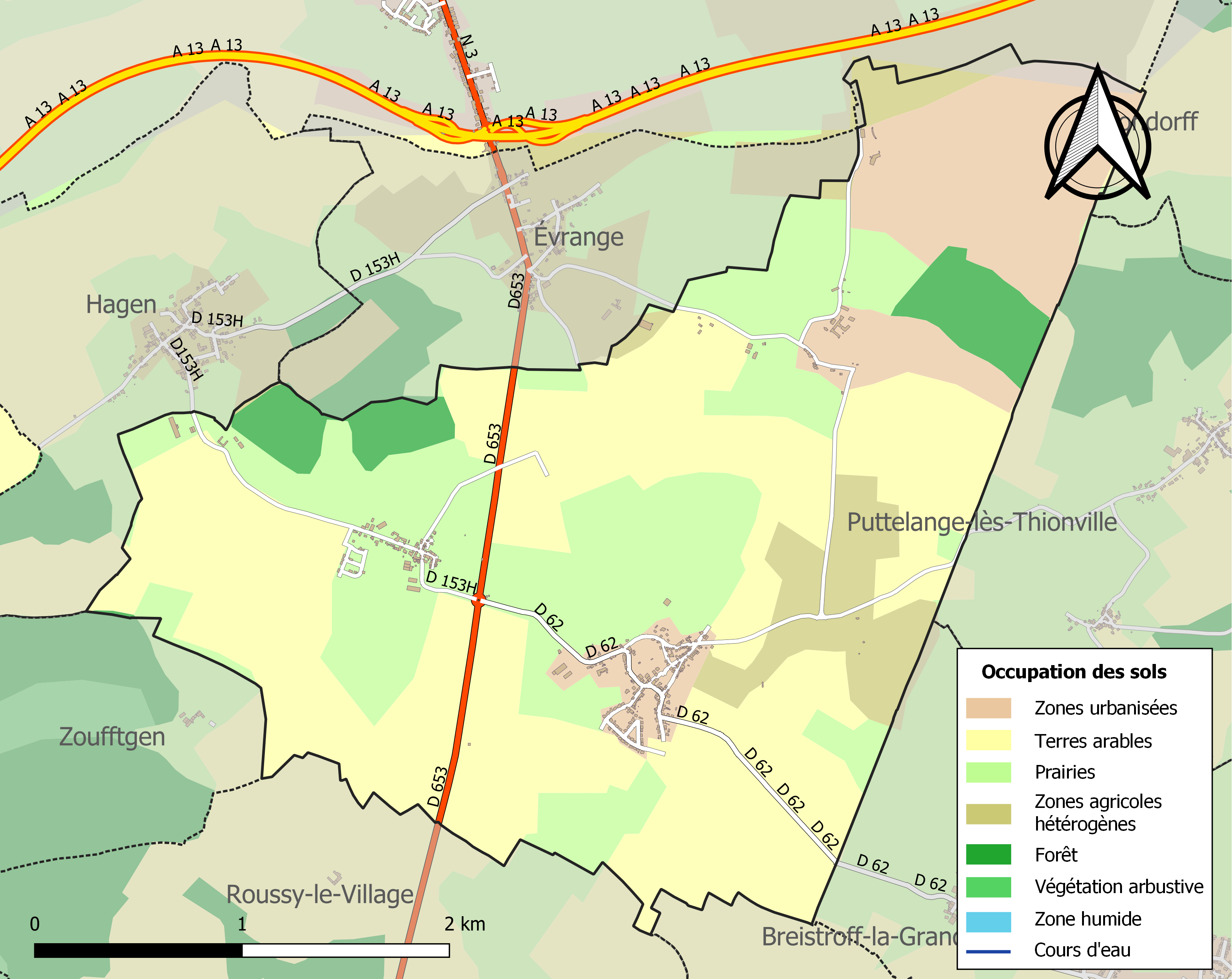
Carte des infrastructures et de l'occupation des sols de la commune en 2018 (CLC).

## Toponymie

### Basse-Rentgen
- À l'image d'un grand nombre de communes lorraines, le nom du village de Basse-Rentgen est basé sur un anthroponyme germanique Reginold, suivi du suffixe d'appartenance -ing, également d'origine germanique. Syncope de la 1re syllabe post-tonique « in » : Rent(in)gen.
- Reginoldingas (IXe siècle)[14], Runneke (1225), Ryntche (1413), Basse Rintgen (1615), Nider-Reutgen (1681), Reuntgen / Rintgen / Runtgen (1731), Rengtien (1756), Niederrencten (1790), Rengtienne (1793)[15], Rentgen-Basse (XIXe siècle).
- En allemand : Nieder-Rentgen[16]. En francique lorrain : Nidder-Rentgen.

### Haute-Rentgen
- Ober-Reuntgen en 1685[16], Rengtienne Haute en 1793[15].
- En allemand : Ober-Rentgen[16]. En francique lorrain : Uewer-Rentgen.

### Preisch
- Preisch est mentionnée sous les formes Pris en 960, Brisichi en 963, Prisiche au Xe siècle, Prisch au XIIe siècle, Preiss en 1114, Preisch en 1122, Breiysgen en 1626, Preiche en 1749, Presche en 1756[16], pour se figer officiellement en Preisch après la Révolution. Il est issu d'un anthroponyme gallo-roman  Prius, suivi du suffixe d'appartenance gallo-roman -acum, germanisé par la suite.
- Des diverses occupations allemandes, persiste un léger doute sur l'appellation exacte du nom : on rencontre parfois l’écriture château de Preiche. Preische est un amalgame des deux appellations et n'existe pas.
- Preesch en francique lorrain.

## Histoire

### Antiquité
Voie romaine Metz-Trèves. Tertres funéraires gallo-romains, substructions d'habitats gallo-romaines, trésor composé de 15222 monnaies gallo-romaines (enfouissement du trésor à dater entre 286 et 293).

### Période moderne
En 1790, Basse-Rentgen acquit ses deux actuelles entités territoriales : Haute-Rentgen et Preisch, cette dernière contribuant à sa notoriété.
Jusqu'en 1808, Basse-Rentgen dépendit de la paroisse de Puttelange, bien qu'étant une des mairies de la seigneurie de Rodemack. Haute-Rentgen se dote d'une chapelle dite Saint-Hippolyte en 1765 et tous les ans la tradition veut qu'on fête ce saint au village. À côté de la chapelle, on y découvre une double-croix datant de 1480.
En 1826, après l'avoir seulement acquis, le village cède le hameau de Dodenom à Roussy-le-Village. Basse-Rentgen construisit sa propre église à l'écart du village (1827, une construction de l'architecte diocésain Derobe), mais celle-ci va être « rattrapée » par l'extension du village.
Une petite allée bordée de tilleuls conduit au domaine du château de Preiche, propriété depuis 1852 de la famille de Gargan. À l'époque, le domaine se dota d'une huilerie, d'une distillerie, d'une brasserie liée à une houblonnière alors qu'au village on pouvait trouver une tuilerie, aujourd'hui rasée mais qui a laissé son nom à une rue.

### XXesiècle
Plusieurs maisons et monuments ont été détruits lors de la Première Guerre mondiale. Lors de la Seconde Guerre mondiale, on a pris soin d'évacuer la population dans le petit village de Savigny-sous-Faye.
Depuis, le village n'a quasiment plus aucun commerce : les trois cafés (deux à Basse-Rentgen et un à Preisch) ont fermé, ainsi que la banque récemment. Le seul commerce restant au village est le bar/restaurant du golf. Malgré cela, la population tend à s'accroître, la position géographique de Basse-Rentgen étant un attrait majeur pour les travailleurs frontaliers.
Il existe encore quelques fermes anciennes à Haute-Rentgen et Basse-Rentgen, mais de nouvelles rues sont construites (rue Saint-Hippolyte à Haute-Rentgen) ou largement agrandies (rue de l'Église), même si dans le même temps, Preisch se dépeuple, ce qui fait que la population de Basse-Rentgen, après avoir longtemps tourné autour de 200 habitants, en compte désormais 310.

## Héraldique
| Blason de Basse-Rentgen | Blason  | |
| Blason de Basse-Rentgen | Détails | Les armoiries du village sont un amalgame entre celles des Rodemack (couleur or et bleu roi), anciens seigneurs qui ont donné leur nom à la localité de Rodemack, à quelques kilomètres de Basse-Rentgen qui était une des mairies de cette localité, et celles de la famille de Gargan (double-trait oblique blanc et rouge), que l'on retrouve encore aujourd'hui sur le logo du golf de Preisch. Le statut officiel du blason reste à déterminer. |

## Politique et administration
| Période                                  | Période  | Identité                                    | Étiquette | Qualité                                                |
| ---------------------------------------- | -------- | ------------------------------------------- | --------- | ------------------------------------------------------ |
| Les données manquantes sont à compléter. |          |                                             |           |                                                        |
| ?                                        | ?        | Madeleine de Gargan-Charpentier (1928-2000) | DVD       | Conseillère générale du Canton de Cattenom (1961-1979) |
| mars 1986                                | 2001     | Jean-Marie Léonard                          |           |                                                        |
| mars 2001                                | En cours | Viviane Winterrath                          | DVG       | Retraitée                                              |

## Population et société

### Démographie
L'évolution du nombre d'habitants est connue à travers les recensements de la population effectués dans la commune depuis 1793. Pour les communes de moins de 10 000 habitants, une enquête de recensement portant sur toute la population est réalisée tous les cinq ans, les populations de référence des années intermédiaires étant quant à elles estimées par interpolation ou extrapolation. Pour la commune, le premier recensement exhaustif entrant dans le cadre du nouveau dispositif a été réalisé en 2005.

En 2022, la commune comptait 525 habitants, en évolution de +11,46 % par rapport à 2016 (Moselle : +0,52 %, France hors Mayotte : +2,11 %).
| 1793 | 1800 | 1806 | 1821 | 1836 | 1841 | 1861 | 1866 | 1871 |
| ---- | ---- | ---- | ---- | ---- | ---- | ---- | ---- | ---- |
| 456  | 128  | 139  | 672  | 487  | 565  | 534  | 506  | 450  |

| 1875 | 1880 | 1885 | 1890 | 1895 | 1900 | 1905 | 1910 | 1921 |
| ---- | ---- | ---- | ---- | ---- | ---- | ---- | ---- | ---- |
| 430  | 424  | 475  | 475  | 464  | 388  | 372  | 393  | 371  |

| 1926 | 1931 | 1936 | 1946 | 1954 | 1962 | 1968 | 1975 | 1982 |
| ---- | ---- | ---- | ---- | ---- | ---- | ---- | ---- | ---- |
| 357  | 355  | 337  | 304  | 281  | 285  | 254  | 230  | 213  |

| 1990 | 1999 | 2005 | 2006 | 2010 | 2015 | 2020 | 2022 | - |
| ---- | ---- | ---- | ---- | ---- | ---- | ---- | ---- | - |
| 289  | 306  | 310  | 329  | 375  | 432  | 522  | 525  | - |

### Manifestations culturelles et festivités
- Fête de la Sainte-Madeleine au château de Preisch

L'association « les madeleines de Preisch », organise en juillet la traditionnelle fête de la Sainte-Madeleine, fête du village de Basse–Rentgen.
- Fête de la Saint-Hippolyte

En août, les habitants fêtent la Saint-Hippolyte (aux alentours du 13 août). Une messe est célébrée en plein air et c'est l'occasion pour le prêtre de bénir les chevaux et les cavaliers des environs. C'est un moment de partage et de convivialité.
La commune fut traversée, le 14 juillet, par le Tour de France 1950 (2e étape de la 37e édition du Tour) lors de l'étape Metz-Liège (Belgique).

### Enseignement
Basse-Rentgen est rattachée à l'académie de Nancy-Metz. La commune possède une école primaire publique.

### Associations
- J3V - Jeunesse des trois villages - APE - L'Amicale des Parents d'Elèves
- L'Association « les madeleines de Preisch » qui organise la traditionnelle fête de la Sainte-Madeleine au château de Preisch. La bibliothèque des trois villages - La gestion de la salle Saint-Joseph - Le club loisirs.

### Informations diverses
Une bibliothèque (à Évrange) participe à la convivialité de la commune.

### Sports
La commune dispose d'un centre hippique, d'une aire de jeu, d'un terrain de football (herbe et synthétique) et d'un complexe multisports. BREVHA - Gymnastique volontaire

#### Le golf de Preisch
Au cœur du château de Preisch, le golf possède trois neuf trous dénommés « France », « Allemagne » et « Luxembourg » conçus par l'architecte William W. Amick et réalisés par Tom Dewar. Il dispose aussi de structures d’enseignement et d'entraînement complètes (practice, six trous compacts, putting-green, bunkers).

## Culture locale et patrimoine

### Lieux et monuments

#### Édifices civils

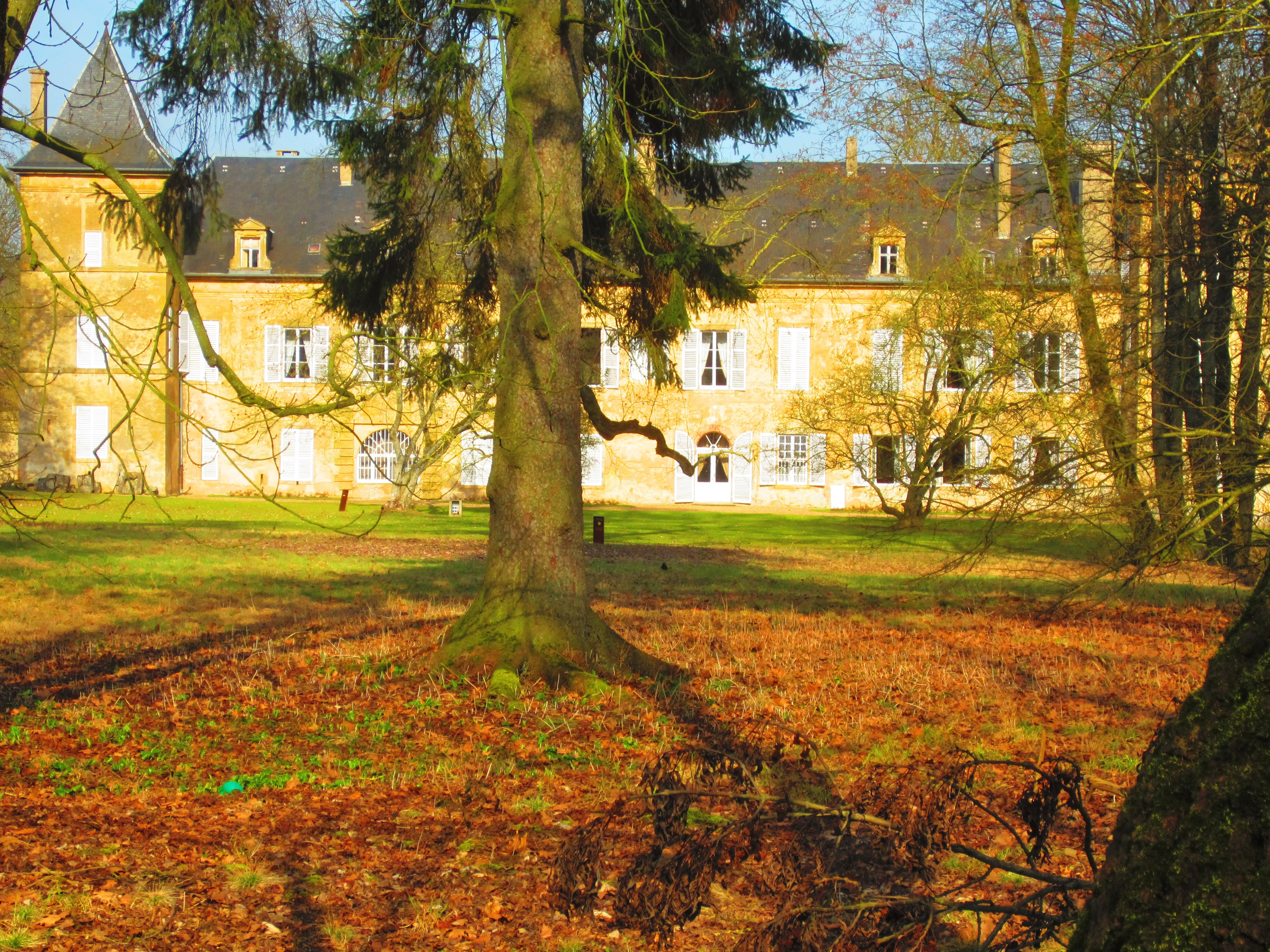
Le château de Preisch.

- Le château de Preisch, datant du XVIIIe siècle est inscrit au titre des Monuments historiques par arrêté du 24 juillet 1986 pour sa motte féodale, les façades et toitures du château (ainsi que l'escalier droit à l'intérieur), du pigeonnier et des paillons d'entrée. La chapelle et la croix seigneuriale sont classées au titre des Monuments historiques par arrêté du 10 mai 1995[21].
- pont des Espagnols datant du XIXe siècle en calcaire avec une  voûte en berceau.

#### Édifices religieux
- double croix de Haute-Rentgen située à proximité de la chapelle et datant de 1480 ;
- les trois tertres funéraires gallo-romains, sur l'ancienne voie romaine de Metz à Trêves sont inscrits au titre des Monuments historiques par arrêté du 24 décembre 1991[22] ;
- église Saints-Pierre-et-Paul à Basse-Rentgen du XVIIIe siècle, restaurée 1827 ;
- chapelle Saint-Hippolyte à Haute-Rentgen, 1765, calcaire et ardoise ; curieux saint Hippolyte à cheval XVIIIe siècle, très grand calvaire à double face XVe siècle ;
- chapelle castrale baroque du château de Preisch ;
- calvaire médiéval restauré ;
- oratoire à la Vierge, rue Saint-Jean à Basse-Rentgen.

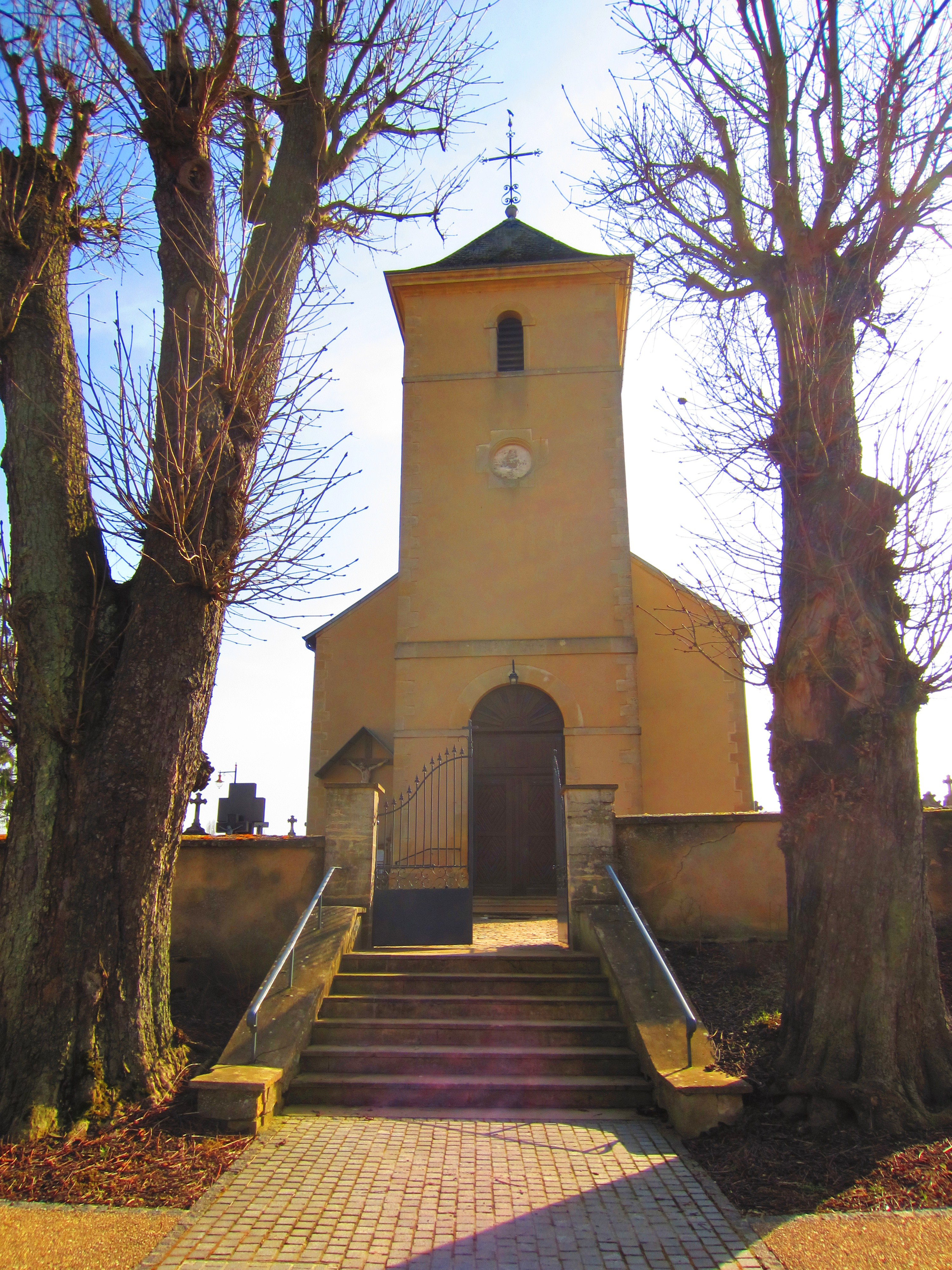
Église Saints-Pierre-et-Paul.
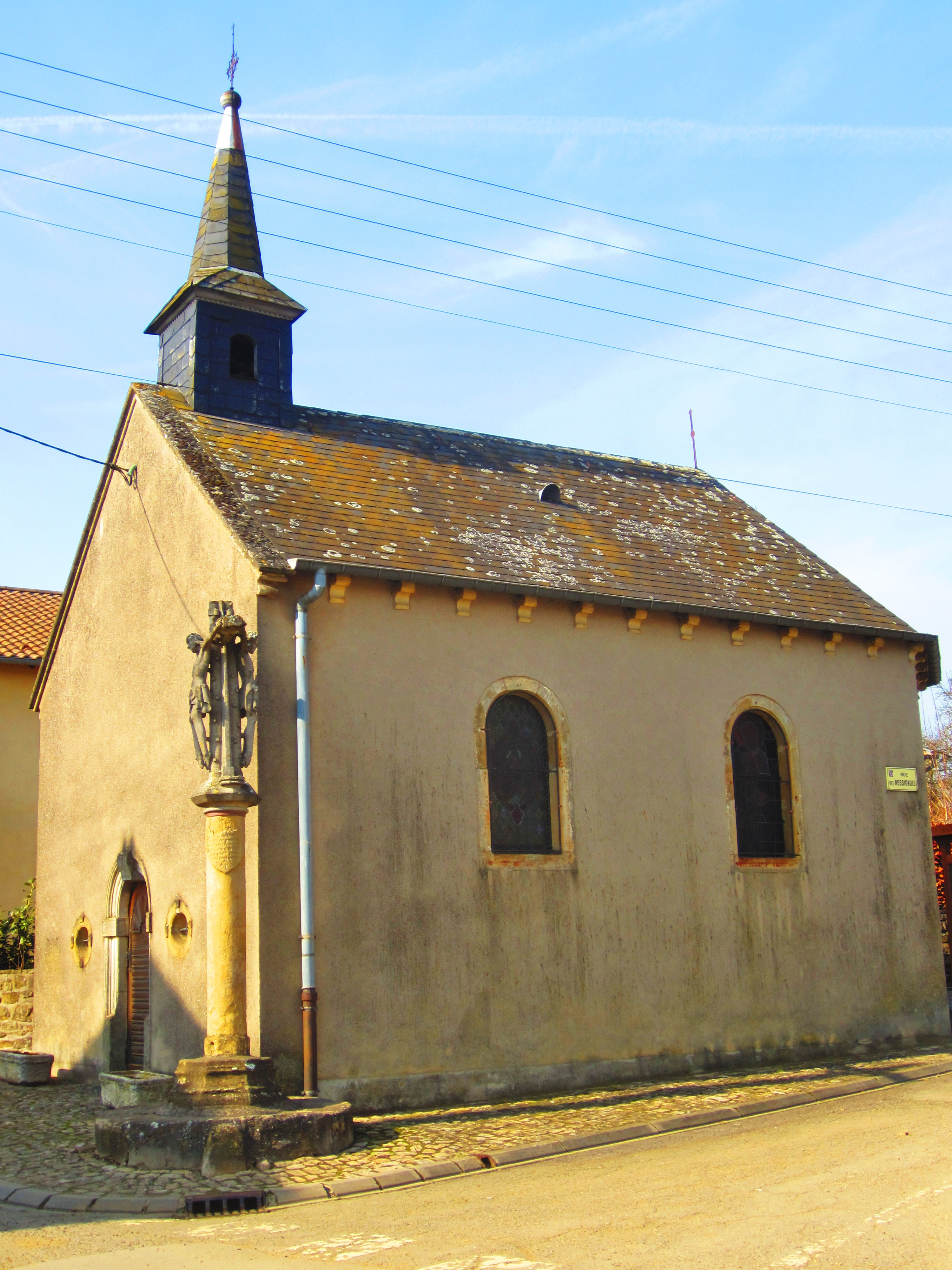
Chapelle Saint-Hippolyte à Haute-Rentgen.
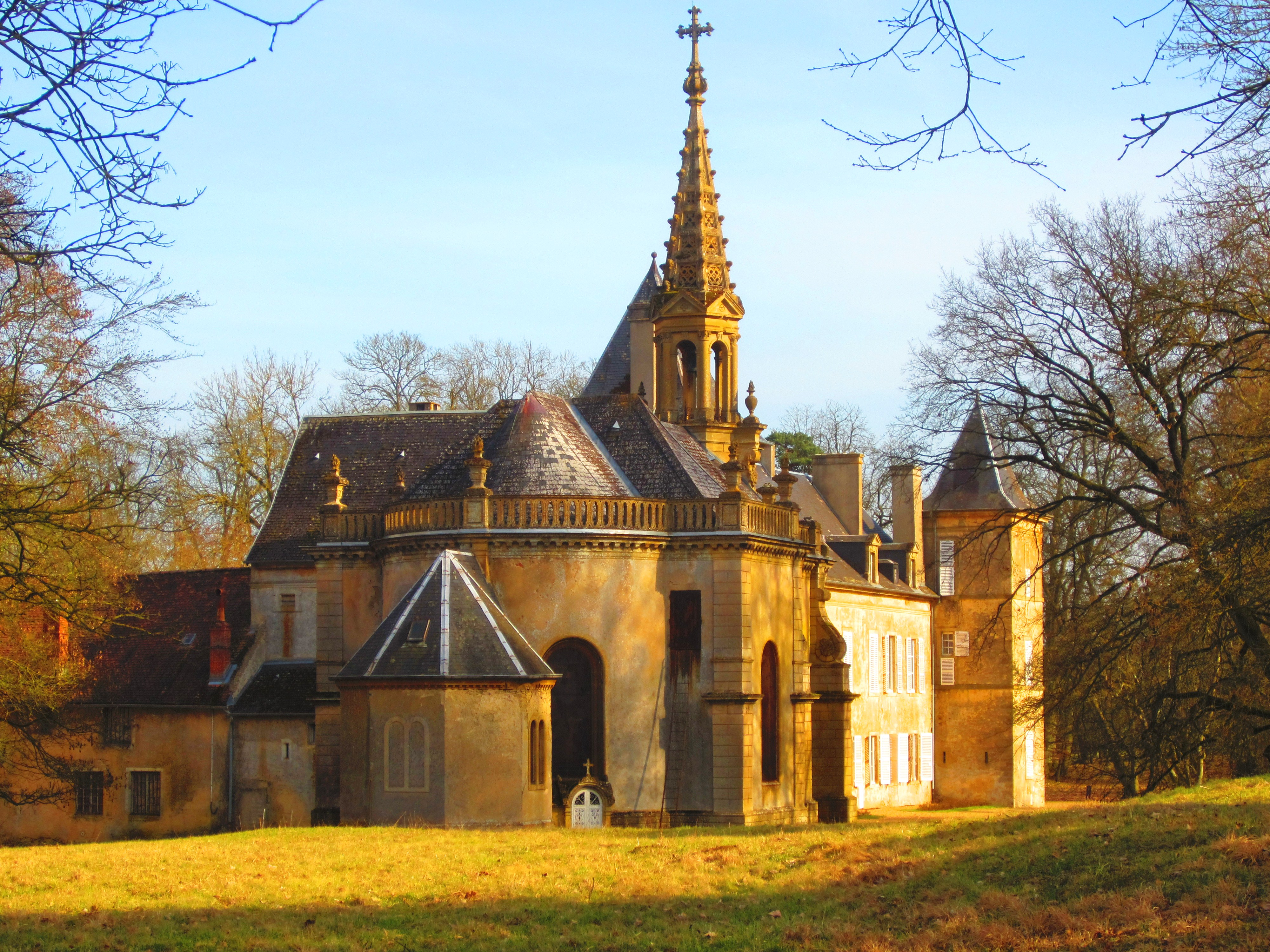
Chapelle castrale baroque du château de Preisch.

### Personnalités liées à la commune
- Sylvie Weisbeck, Présidente de la Bibliothèque des Trois Villages, de 2016 à 2017[23].

## Pour approfondir